# Moydrum Castle

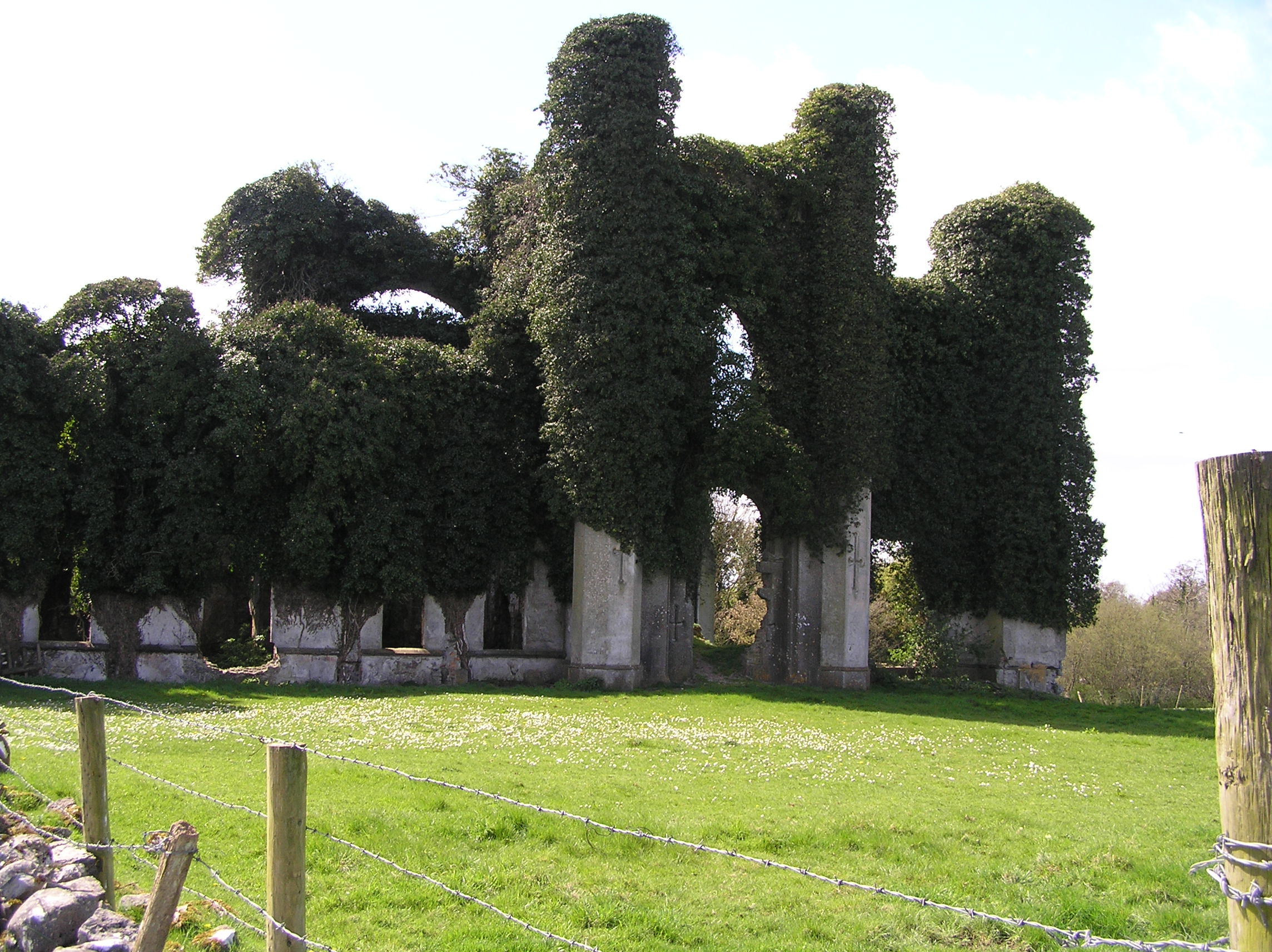
Moydrum Castle

Moydrum Castle is een ruïne in Moydrum (Magh Droma in het Iers), gelegen in een naamloze straat net buiten de stad Athlone in County Westmeath, een graafschap in Ierland.

## Geschiedenis
In de 17e eeuw behoorde het landgoed van Moydrum toe aan de Handcocks, een familie afkomstig uit de stad Devon in Engeland. Zij leefden ten tijde van de bezetting van Ierland door Engeland, onder het gezag van landvoogd Oliver Cromwell. Deze periode wordt ook weleens aangeduid als de cromwelliaanse periode. Van toen af aan bleef deze familie een van de grootste grondbezitters van de streek.
Generaties later zetelde het hoofd van de familie, William Handcock, 1e burggraaf van Castlemaine, als parlementslid voor Athlone tot het parlement ontbonden ten gevolge van de Act of Union (1800) met het Verenigd Koninkrijk. Graaf Handcock was oorspronkelijk tegenstander van de Act of Union, maar zwichtte toen hem de adelstand werd beloofd en stemde uiteindelijk voor. In 1812 werd hij benoemd tot 1e Baron van Castlemaine.
Als baron wilde hij een statige woning, passend bij zijn nieuwe adellijke titel. Hij vroeg architect Richard Morrison om een bestaande woonst op zijn landgoed in Moydrum om te laten bouwen en te vergroten.
Dit resulteerde in 1814 in een afgewerkt kasteel in gotische stijl: Moydrum Castle.

## Albumhoes
De ruïnes van Moydrum Castle prijken op de albumhoes van "The Unforgettable Fire", het vierde studioalbum van de Ierse rockband U2, uitgebracht in 1984. Het kasteel werd door de Nederlandse fotograaf Anton Corbijn gefotografeerd en bewerkt met sepia. Deze foto was echter op exact dezelfde plaats genomen en met dezelfde filter bewerkt als een in 1980 eerder gepubliceerde foto uit het boek "In Ruins: The Once Great Houses of Ireland" door fotograaf Simon Marsden. Hij eiste hiervoor dan ook een compensatievergoeding van de band.